# Julien Bill
Julien Bill   (Ginebra, 2 de maig de 1983) és un ex-pilot de motocròs suís que va guanyar el Campionat del món de la categoria MX3 el 2011. Al llarg de la seva carrera va aconseguir altres èxits, com ara 8 victòries en Gran Premi, un subcampionat d'Europa de supercross i 13 campionats de Suïssa de motocròs i supercross, cosa que el situa com al pilot més reeixit del seu país en aquest esport, al costat de Philippe Dupasquier.
Conegut familiarment com a Djulmix, Bill és fins al moment l'únic suís a haver guanyat mai el campionat del món de motocròs.

## Trajectòria esportiva
Julien Bill va començar a conduir motocicletes a quatre anys. Va córrer la seva primera cursa als sis i es va convertir en pilot professional als setze, quan va debutar al Campionat del món. Des d'aquell moment va anar millorant fins a convertir-se en pilot oficial de KTM Red Bull, després de Yamaha UK, HRC Honda i Aprilia.
Tercer al campionat de MX3 el 2005, va disputar diverses temporades a MX1 i després va tornar a MX3, on va obtenir el títol de campió del món a l'edició del 2011. En total, va aconseguir 22 podis en Gran Premi (entre ells, les vuit victòries). Durant els seus anys a la categoria MX1, reanomenada després MXGP, va acabar vint vegades entre els 10 primers (10 entre els 5 primers) i va arribar a aconseguir un podi al circuit de Namur, a Bèlgica.
Bill va anunciar la seva retirada del motocròs professional el 2015. El 2018 va crear i comercialitzar una aplicació d'emojis per a motociclistes, anomenada "#MotoEmoji".

## Palmarès

### Campionat del Món
Font:
| Any  | Motocicleta | 500cc | 250cc | 125cc |
| ---- | ----------- | ----- | ----- | ----- |
| 2001 | KTM         | -     | -     | 28è   |
| 2002 | KTM         | -     | -     | 30è   |
| 2003 | KTM         | -     | -     | 41è   |
|      |             | MX3   | MX1   | MX2   |
| 2004 | KTM         | 23è   | -     | -     |
| 2005 | KTM         | 3r    | -     | -     |
| 2006 | Yamaha      | -     | 15è   | -     |
| 2007 | Honda       | -     | 15è   | -     |
| 2008 | Honda       | -     | 13è   | -     |
| 2009 | Aprilia     | -     | 17è   | -     |
| 2010 | KTM/Aprilia | 19è   | 34è   | -     |
| 2011 | Honda       | 1r    | -     | -     |

### Altres èxits
Entre altres èxits, dins el seu palmarès hi destaquen aquests:
- 8 victòries en Gran Premi (amb un total de 22 podis)
- Tercer al Campionat d'Europa de motocròs de 80cc (1997)
- Subcampió d'Europa de supercross 125cc (2004)
- 11 Campionats de Suïssa de motocròs:
  - 1 de 60cc (1992)
  - 2 de 80cc (1996-1997)
  - 2 de National 125cc (1998, 2001)
  - 2 d'Élite 125cc (2003-2004)
  - 3 d'Élite 450cc (2005, 2012-2013)
  - 1 d'Élite 250cc (2012)
- 2 Campionats de Suïssa de Supercross:
  - 1 d'Élite 125cc (2003)
  - 1 d'Élite 250cc (2004)